# منطقه کوروبا-کوپیاگو
منطقه کوروبا-کوپیاگو یکی از منطقه های استان هلا واقع در کشور پاپوآ گینه نو می باشد. مرکز این منطقه کوپیاگو است. چمعیت منطقه مطابق با سرشماری رسمی سال ۲۰۰۰ میلادی ۶۹٬۶۴۵ بوده است. این منطقه خود از ۴ فرمانداری محلی تشکیل می گردد که هر فرمانداری به منظور سهولت در امر آمارگیری خود به چند بخش تقسیم می شود.

## تقسیمات
این منطقه دارای ۴ فرمانداری محلی است که اسامی آن ها به شرح زیر است:
- فرمانداری محلی روستایی آوی-پوری
- فرمانداری محلی روستایی لاکه کوپیاگو
- فرمانداری محلی روستایی کوروبا شمالی
- فرمانداری محلی روستایی کوروبا جنوبی